# Archidiocèse de Manaus
L'archidiocèse de Manaus (en latin, Archidioecesis Manaënsis) est une circonscription ecclésiastique de l'Église catholique au Brésil.
Son siège se situe dans la ville de Manaus, capitale de l'État de l'Amazonas.
Son archevêque est depuis 2019 Leonardo Ulrich Steiner, O.F.M..

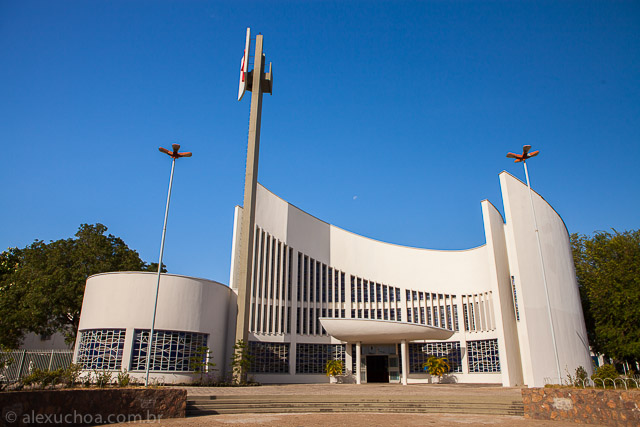
Cathédrale du Christ Rédempteur à Boa Vista (Roraima).

## Archevêques de Manaus
- Alberto Gaudêncio Ramos (pt), 1948-1957, puis archevêque de Belém do Pará
- João de Souza Lima (pt), 1958-1980
- Milton Corrêa Pereira (pt), 1981-1984
- Clóvis Frainer (pt) OFMCap, 1985-1991, puis archevêque de Juiz de Fora
- Luiz Soares Vieira (pt), 1991-2012
- Sérgio Eduardo Castriani (pt) CSSp, 2012-2019
- Leonardo Ulrich Cardinal Steiner OFM, depuis 2019, auparavant évêque titulaire de Thisiduo (de)